# Semana Santa en Ferrol
La Semana Santa de Ferrol es el conjunto de actos de conmemoración de la Pasión de Cristo que se celebran en la ciudad de Ferrol (La Coruña) España. Su primera referencia documental es del 21 de septiembre de 1616. En el año 2014 recibió la distinción de Fiesta de Interés Turístico Internacional. Desde el año 1995, ya estaba considerada como Fiesta de interés turístico nacional.
Da comienzo el Domingo de Ramos y finaliza el Domingo de Resurrección. Durante todos los días comprendidos entre ambos, salen a la calle un total de veinticinco procesiones, organizadas por las cinco cofradías con sede en la ciudad. Los días más destacados son el Jueves Santo y Viernes Santo, en los que miles de personas se disponen a lo largo de las calles de los barrios de Esteiro y La Magdalena para contemplar los mayores y más vistosos desfiles procesionales de toda la Semana Santa en la ciudad.

## Cofradías

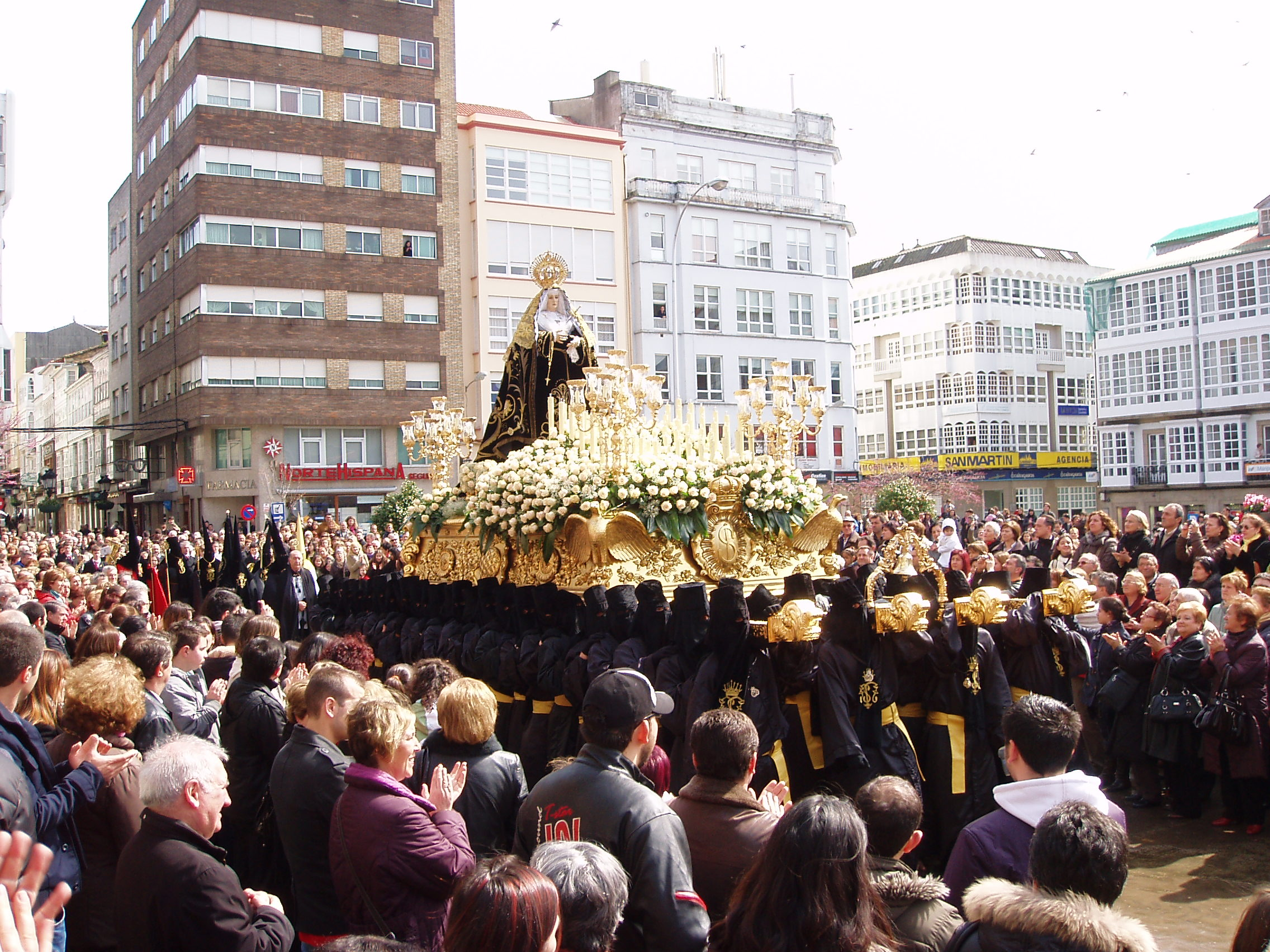
La Stma. Virgen de los Dolores en la Procesión del Santo Encuentro

Son un total de cinco, agrupadas todas ellas en la Junta General de Cofradías y Hermandades de Ferrol:
- Venerable, Real y Muy Ilustre Cofradía del Santísimo Cristo de la Misericordia y María Santísima de los Dolores.
- Pontificia, Real e Ilustre Cofradía de Nuestra Señora de las Angustias
- Cofradía de la Santísima Virgen de la Soledad.
- Cofradía de Caballeros Portadores del Santo Entierro.
- Cofradía de Nuestra Señora de la Merced y del Santísimo Cristo Redentor

## Procesiones
| Día                     | Mañana                                                                                       | Tarde | Noche                                                                                            |
| ----------------------- | -------------------------------------------------------------------------------------------- | --- | ------------------------------------------------------------------------------------------------ |
| Domingo de Ramos        | Procesión de Jesús Amigo de los Niños Procesión de la Entrada Triunfal de Jesús en Jerusalén | Procesión del Ecce Homo |                                                                                                  |
| Lunes Santo             |                                                                                              | | Procesión de Cristo Rey y la Virgen de la Amargura                                               |
| Martes Santo            |                                                                                              | Procesión del Cristo de la Buena Muerte | Procesión de Jesús Atado a la Columna y la Santísima Virgen de la Esperanza                      |
| Miércoles Santo         |                                                                                              | Procesión del Cristo de los Navegantes Procesión de Nuestra Señora de los Cautivos y el Santísimo Cristo Redentor                                          | Procesión del Cristo del Perdón y María Santísima de los Desamparados Procesión de la Penitencia |
| Jueves Santo            |                                                                                              | Procesión de Nuestro Padre Jesús de la Humildad en el Beso de Judas Procesión de la Pontificia, Real e Ilustre Cofradía de Nuestra Señora de las Angustias | Procesión del Santísimo Cristo de la Misericordia y María Santísima de la Piedad                 |

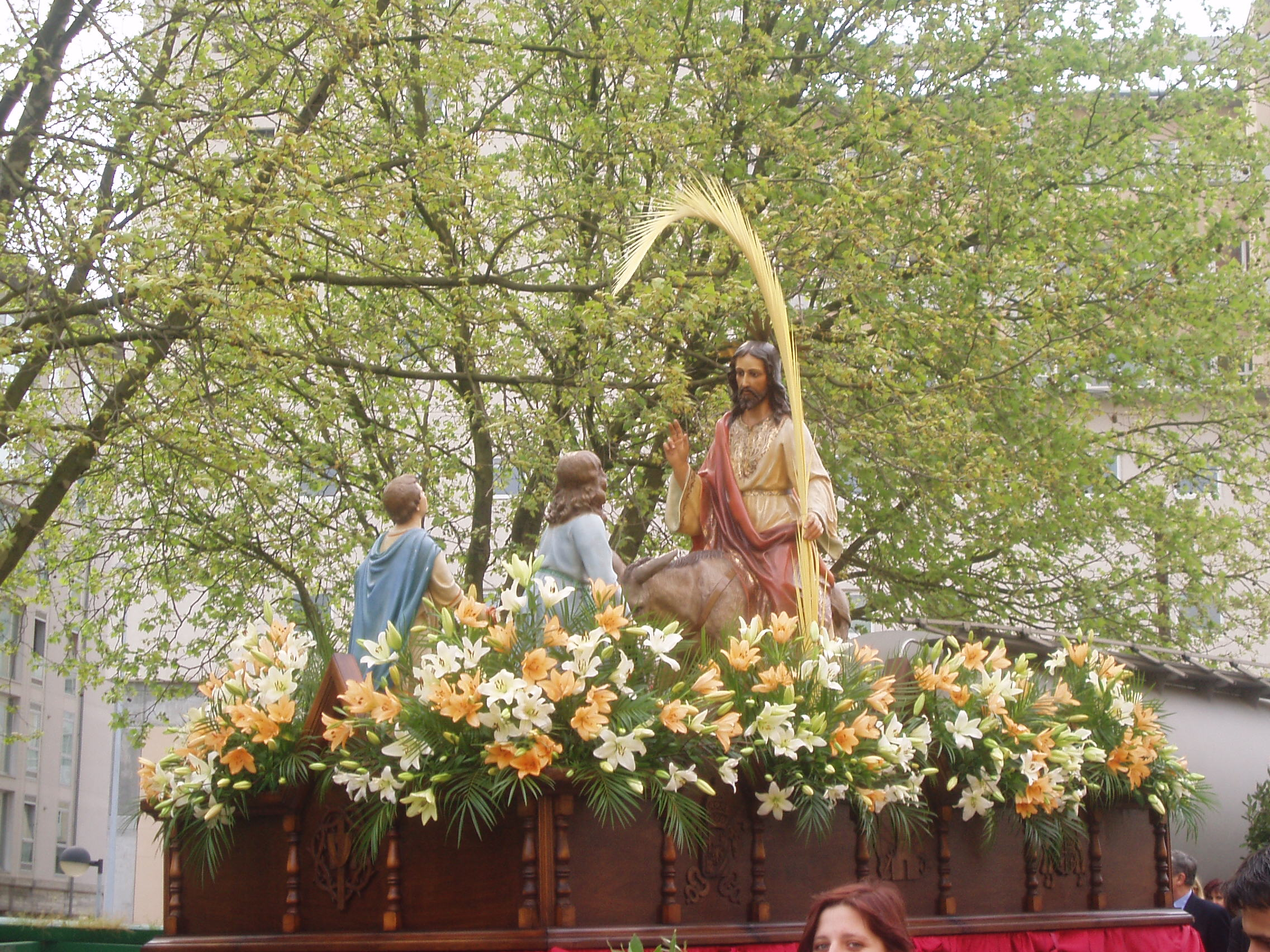
Trono de Jesús Amigo de los Niños en la procesión de 2006, recorriendo el barrio de Esteiro

| Viernes Santo           | Procesión del Santo Encuentro                                                                | Procesión del Crucificado Procesión del Traslado Procesión del Santo Entierro                                                                              | Procesión de la Soledad Procesión de "Os Caladiños"                                              |
| Sábado Santo            |                                                                                              | | Procesión de la Caridad y el Silencio                                                            |
| Domingo de Resurrección | Procesión de la Resurrección                                                                 | |                                                                                                  |

### DOMINGO DE RAMOS

#### Procesión de Jesús Amigo de los Niños
Pontificia, Real e Ilustre Cofradía de Nuestra Señora de las Angustias
- Hora de salida: 11.30 (Bendición de Ramos a las 11.15)

- Lugar de salida: Santuario de Nuestra Señora de las Angustias (Plaza de las Angustias).

- Recorrido: Plaza de las Angustias, Carlos III, Ánimas, Avda. de Esteiro, Ramón y Cajal y retirada en la Iglesia de Nuestra Señora del Pilar.

- Paso: Jesús Amigo de los Niños (1959).

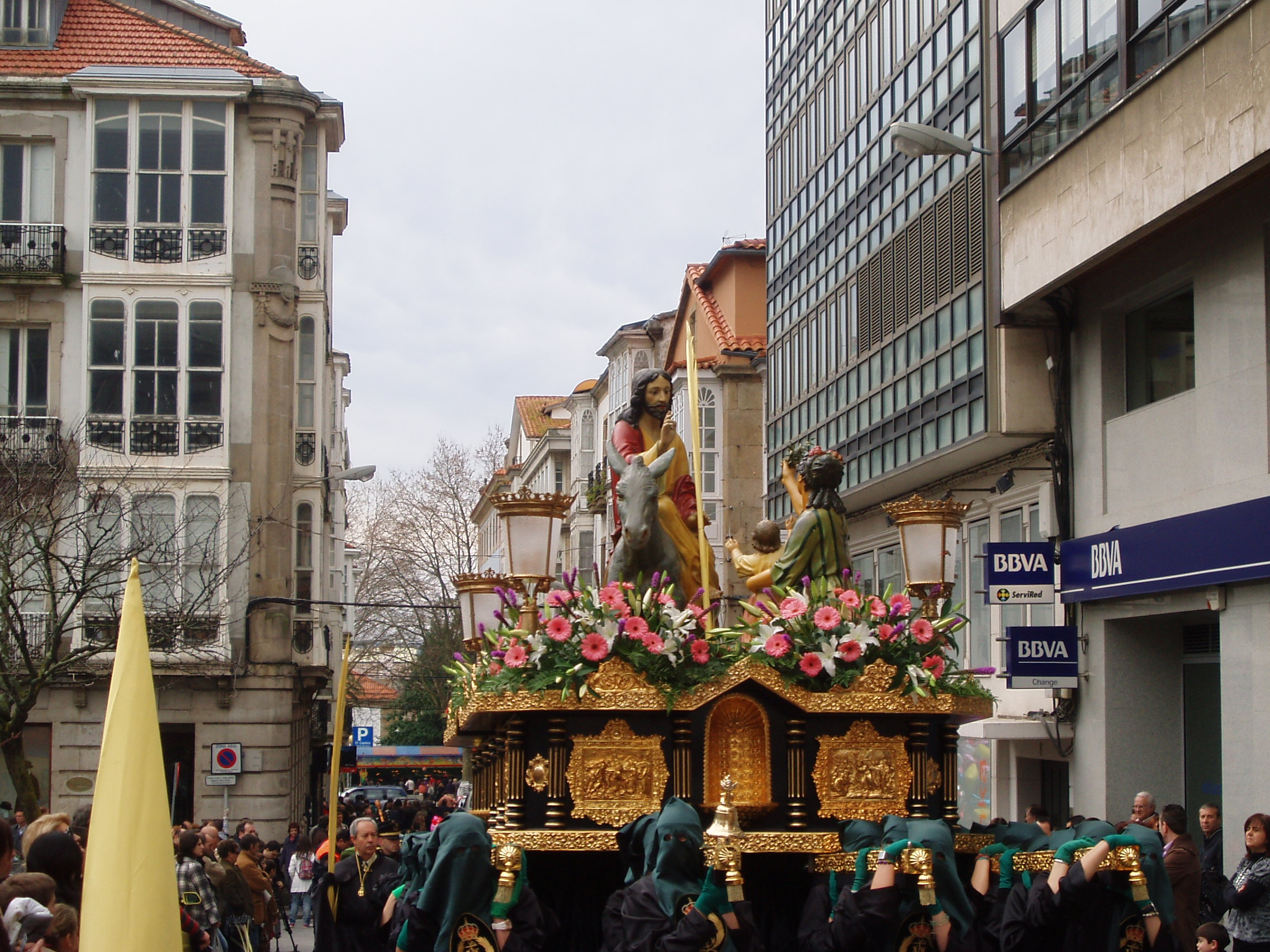
Trono de la Entrada Triunfal de Jesús en Jerusalén recorriendo la calle Terra, en la Semana Santa de 2010

#### Procesión de la Entrada Triunfal de Jesús en Jerusalén
Venerable, Real y Muy Ilustre Cofradía del Santísimo Cristo de la Misericordia y María Santísima de los Dolores
- Hora de salida: 12.30 (Bendición de Ramos a las 12.15)

- Lugar de salida: Plaza de Amboage.

- Recorrido: Méndez Núñez, Real, Sánchez Barcaiztegui, Magdalena, Tierra, Real, Méndez Núñez y retirada.

- Pasos: San Juan Evangelista (2022) y "La Borriquita" (1990).

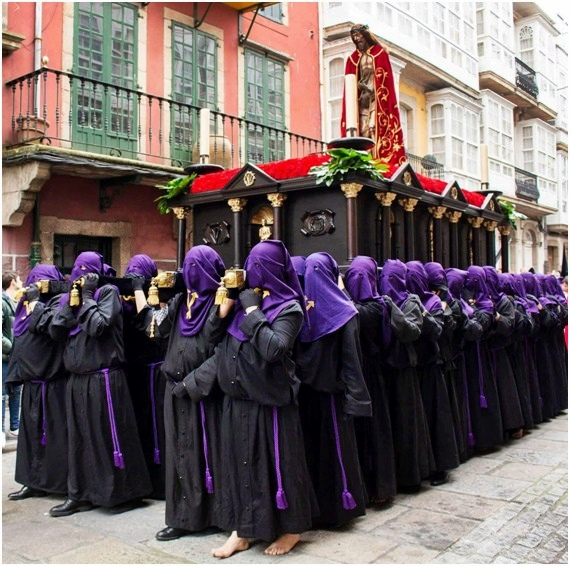
Ecce Homo en la Semana Santa 2019

#### Procesión del Ecce Homo
Cofradía de la Santísima Virgen de la Soledad
- Hora de salida: 19.00

- Lugar de salida: Capilla de la Venerable Orden Tercera de San Francisco.

- Recorrido: Glorieta de Alfredo Martín, Real, San Diego, Magdalena, Coruña, Real y Capilla de la Venerable Orden Tercera de San Francisco

- Pasos: San Pedro Apóstol (2021) y Ecce Homo (1790)

### LUNES SANTO

#### Procesión de Cristo Rey y la Virgen de la Amargura
Venerable, Real y Muy Ilustre Cofradía del Santísimo Cristo de la Misericordia y María Santísima de los Dolores
- Hora de salida: 21.00

- Lugar de salida: Iglesia de Nuestra Señora de los Dolores (Plaza de Amboage).

- Recorrido: Méndez Núñez, Real, Sánchez Barcaiztegui, Magdalena, Tierra, Real, Méndez Núñez y retirada en la Iglesia de Nuestra Señora de los Dolores.

- Pasos: Cristo Rey y la Santísima Virgen en su Amargura.

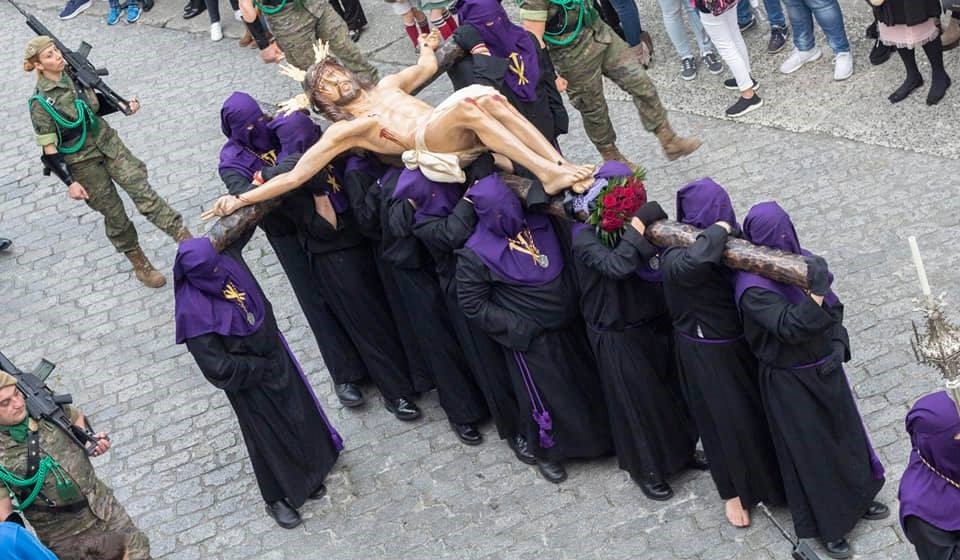
Cristo de la Buena Muerte en la Semana Santa 2019

### MARTES SANTO

#### Procesión del Cristo de la Buena Muerte
Cofradía de la Santísima Virgen de la Soledad
- Hora de salida: 20.00

- Lugar de salida: Capilla de la Venerable Orden Tercera de San Francisco.

- Recorrido: Capilla de la Venerable Orden Tercera, Glorieta de Alfredo Martín, Real, San Diego, Magdalena, Coruña, Real y retirada en la capilla de la Orden Tercera

- Pasos: Cristo de la Buena Muerte (2025) y Virgen del Perdón y la Misericordia (2015)

#### Procesión de Jesús Atado a la Columna y la Santísima Virgen de la Esperanza
Venerable, Real y Muy Ilustre Cofradía del Santísimo Cristo de la Misericordia y María Santísima de los Dolores
- Hora de salida: 21.00

- Lugar de salida: Iglesia de Nuestra Señora de los Dolores (Plaza de Amboage).

- Recorrido: Méndez Núñez, Real, Sánchez Barcaiztegui, Magdalena, Tierra, Real, Méndez Núñez y retirada en la Iglesia de Nuestra Señora de los Dolores.

- Pasos: Jesús Atado a la Columna (2024), Cristo Penitencial y Santísima Virgen de la Esperanza (2014).

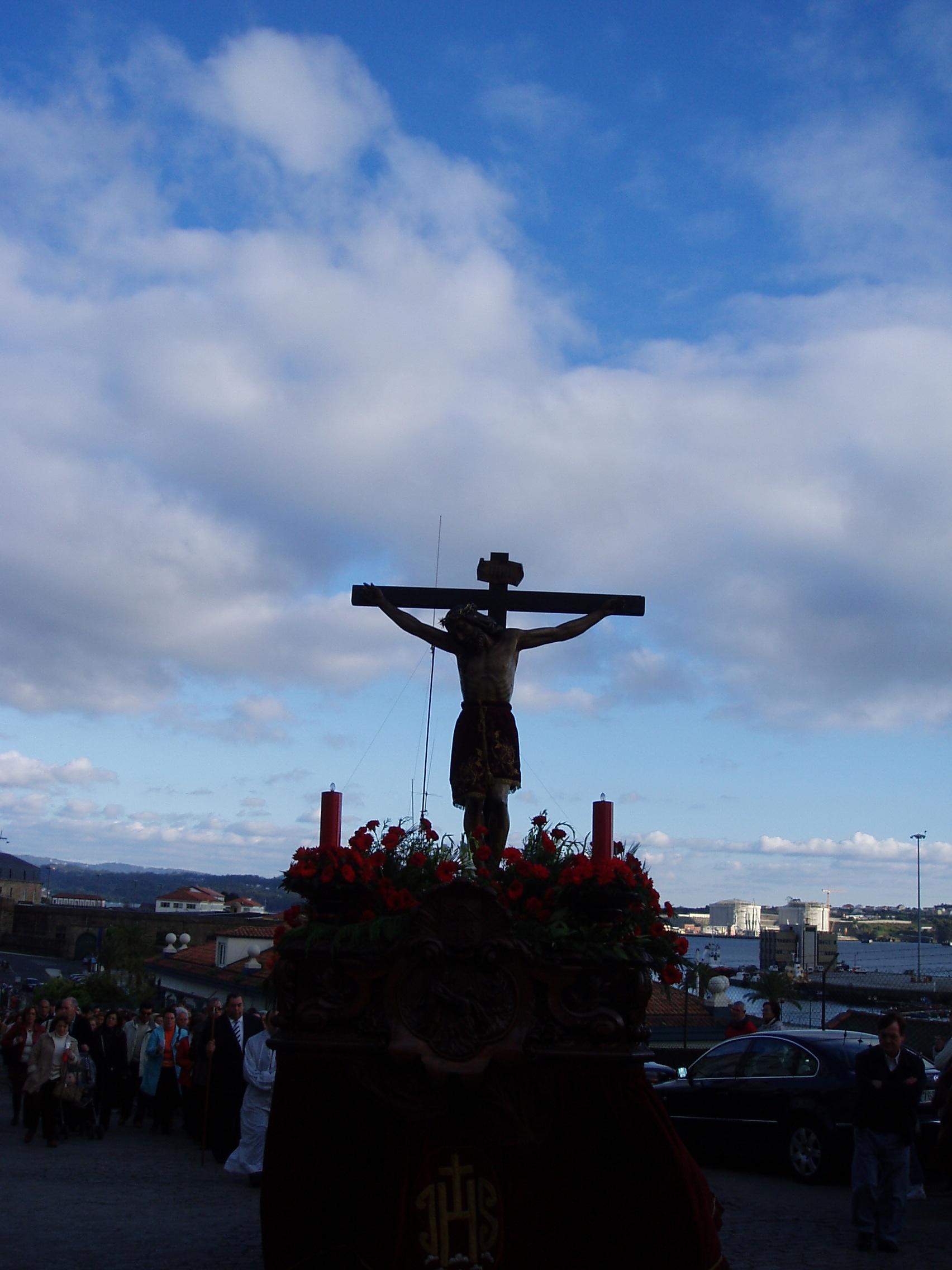
El cristo de los Navegantes, durante su recorrido por el barrio de Ferrol Vello en la Semana Santa de 2006

### MIÉRCOLES SANTO

#### Procesión del Cristo de los Navegantes
Parroquia de Nuestra Señora del Socorro
- Hora de salida: Después de la eucaristía (19:00). Salida aproximada a las 19:30
- Lugar de salida: Parroquia de Nuestra Señora del Socorro.

- Recorrido: Parroquia del Socorro, Merced, Comellas, San Antonio, San Francisco, Rastro, Puerta del Parque del Arsenal, salida por la Puerta de la Cortina, Avenida de la Marina y retirada en la Iglesia del Socorro
- Paso: Cristo de los Navegantes (1949)

El Cristo es una copia el original se encuentra dentro de la Iglesia, el original no puede salir por ser muy antiguo y tener ciertas dificultades. Procesión muy popular y muy querida por la gente del barrio igual que en septiembre la de la virgen del socorro (la parrocheira).  

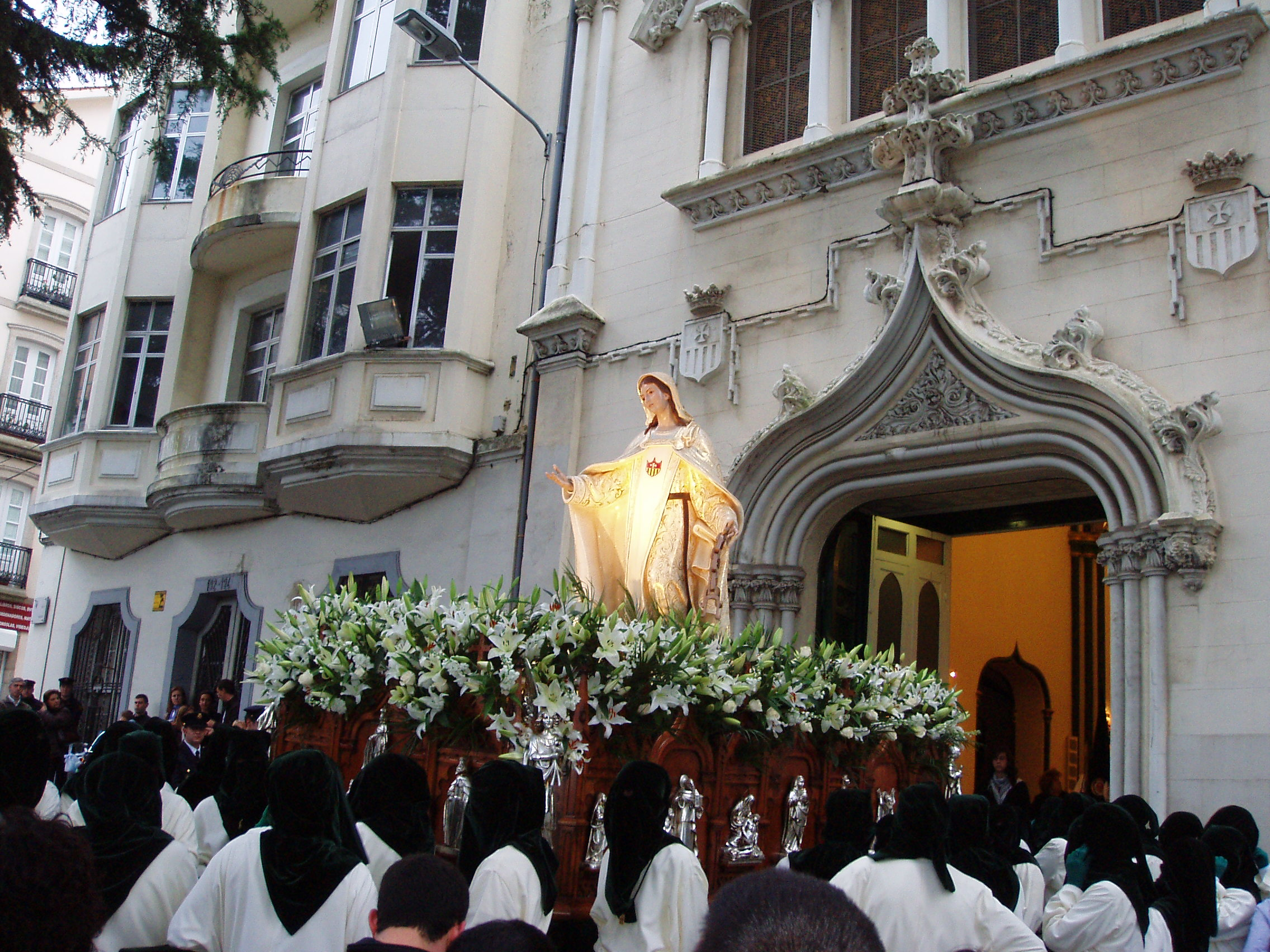
Salida de su templo de la talla de la Virgen de la Merced en la Semana Santa de 2009

#### Procesión de Nuestra Señora de los Cautivos y el Santísimo Cristo Redentor
Cofradía de la Merced
- Hora de salida: 19.00

- Lugar de salida: Capilla de la Merced (Plaza de Amboage).

- Recorrido: Capilla de la Merced, María, Méndez Núñez, Real, Sánchez Barcáiztegui, Magdalena, Tierra, Real, Méndez Núñez, María y retirada

- Pasos: Nuestra Señora de los Cautivos (2012) y Cristo Redentor (1927).

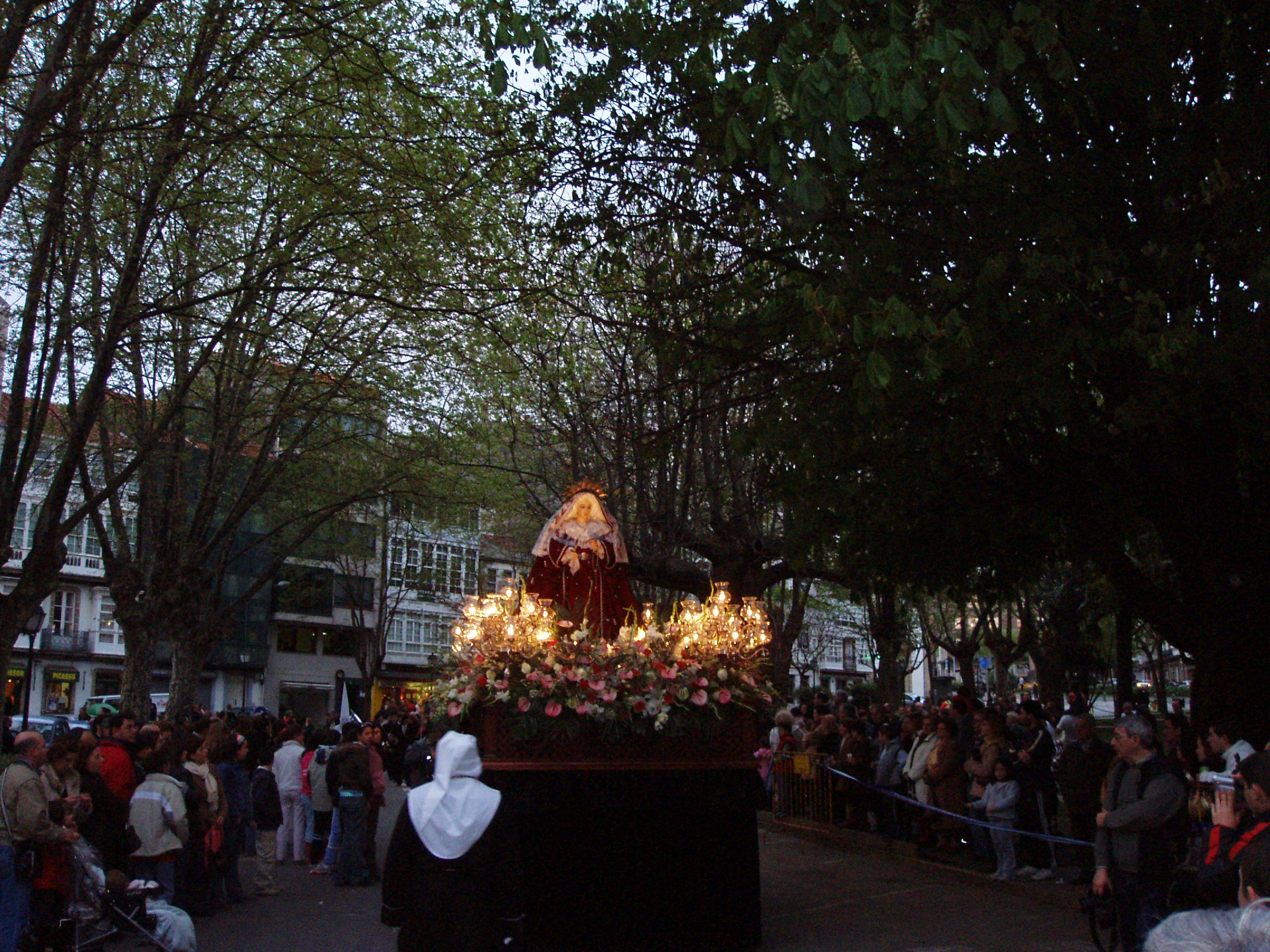
María Santísima de los Desamparados, en procesión durante el Miércoles Santo de 2006

#### Procesión del Cristo del Perdón y María Santísima de los Desamparados
Pontificia, Real e Ilustre Cofradía de Nuestra Señora de las Angustias
- Hora de salida: 21.00

- Lugar de salida: Santuario de Nuestra Señora de las Angustias (Plaza de las Angustias).

- Recorrido: Plaza de las Angustias, Paseo de Pablo Iglesias, Carmen, Real, Sánchez Barcaiztegui, Magdalena, Carmen, paseo de Pablo Iglesias y retirada en el Santuario de Nuestra Señora de las Angustias.

- Pasos: Cristo del Perdón (1864) y María Santísima de los Desamparados (2025).

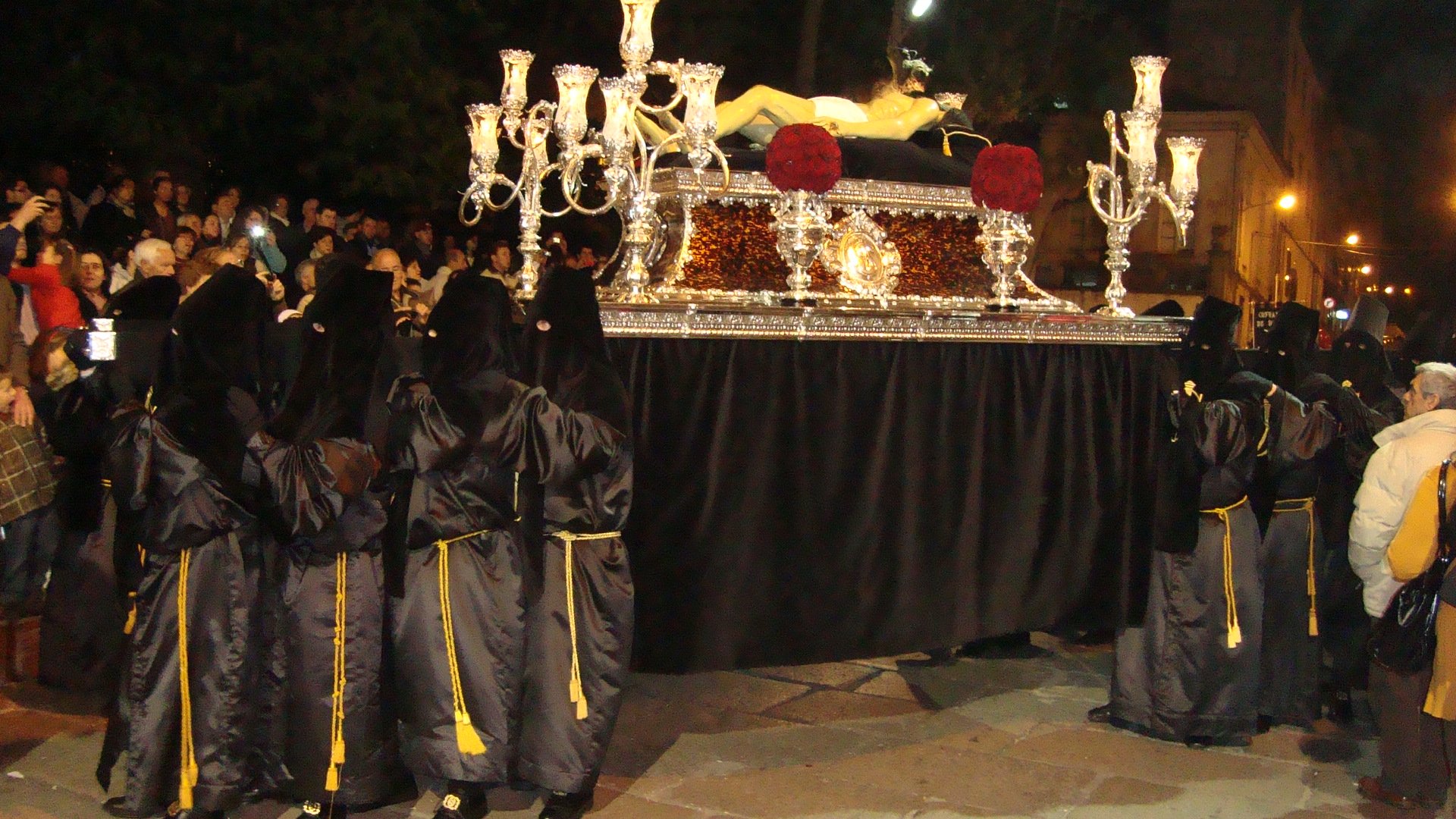
El paso del Santísimo Cristo Yacente, durante la procesión de la que es titular: la Procesión de la Penitencia. Miércoles Santo de 2009

#### Procesión de la Penitencia
Venerable, Real y Muy Ilustre Cofradía del Santísimo Cristo de la Misericordia y María Santísima de los Dolores
- Hora de salida: 22.30 (Acto penitencial a las 21.45 en la Iglesia de Nuestra Señora de los Dolores).

- Lugar de salida: Iglesia de Nuestra Señora de los Dolores (Plaza de Amboage)

- Recorrido: Méndez Núñez, Real, Tierra, Dolores, Méndez Núñez y retirada.

- Pasos: Cruz Sudario y Santísimo Cristo Yacente (2016).

### JUEVES SANTO
Cofradía de la Nuestra Señora de la Merced y el Santísimo Cristo Redentor
- Hora de salida: 18:30

- Lugar de salida: Capilla de la Merced

- Recorrido: Capilla de la Merced, María, Méndez Núñez, Real, Sánchez Barcáiztegui, Magdalena, Concepción Arenal, Real, Méndez Núñez, María y retirada en la capilla de la Merced

- Pasos: Nuestro Padre Jesús en su Humildad

La Cofradía de la Merced incorpora esta nueva salida a su programa de desfiles penitenciales en el año 2024.

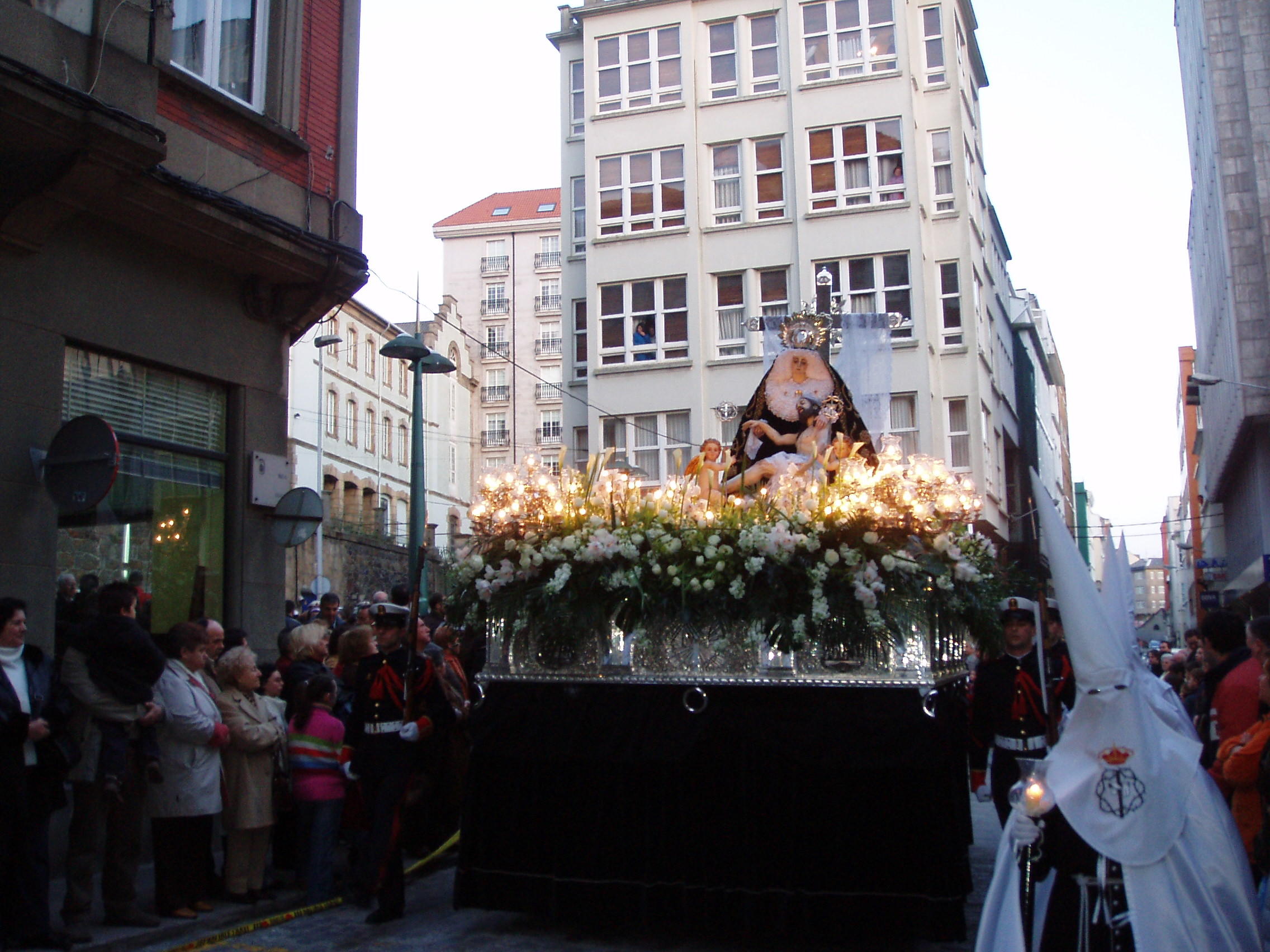
Nuestra Señora de las Angustias, en procesión el Jueves Santo de 2007

#### Procesión de la Pontificia, Real e Ilustre Cofradía de Nuestra Señora de las Angustias

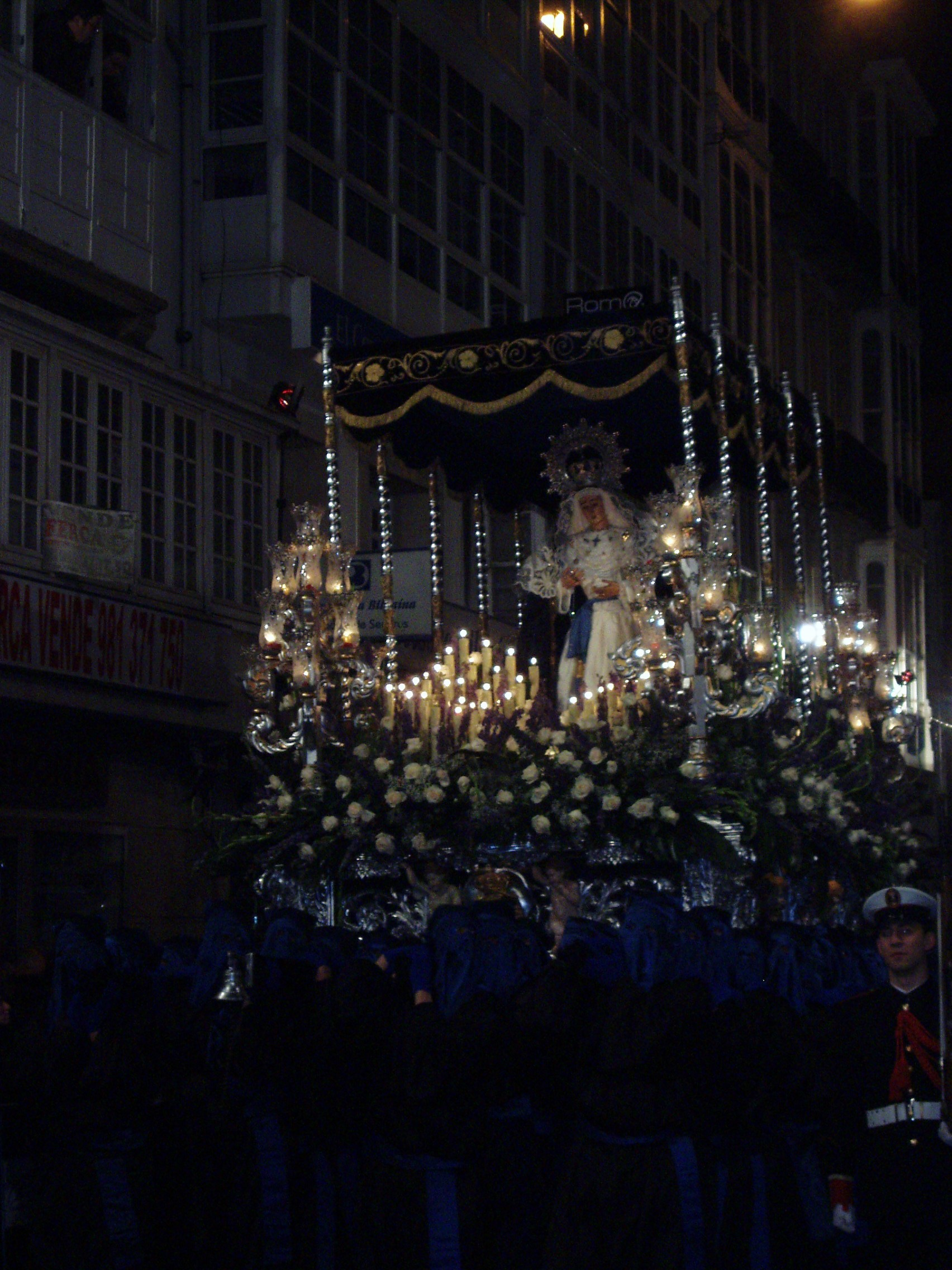
El trono de María Santísima de la Piedad recorre la calle Real ferrolana en la Semana Santa de 2008

Pontificia, Real e Ilustre Cofradía de Nuestra Señora de las Angustias
- Hora de salida: 19.30

- Lugar de salida: Santuario de Nuestra Señora de las Angustias (Plaza de las Angustias).

- Recorrido: Plaza de las Angustias, avenida de Esteiro, Fernando VI, Españoleto, Soto, San Amaro, Lugo, Real, Sánchez Barcáiztegui, Magdalena, Carmen, paseo de Pablo Iglesias y retirada en el santuario de las Angustias

- Pasos: Jesús Nazareno (s. XVIII), Cristo de la Agonía (1789), Cristo Yacente (1957) y Nuestra Señora de las Angustias (s. XVIII).

Esta procesión realiza el mayor recorrido de toda la Semana Santa Ferrolana

#### Procesión del Santísimo Cristo de la Misericordia y María Santísima de la Piedad
Venerable, Real y Muy Ilustre Cofradía del Santísimo Cristo de la Misericordia y María Santísima de los Dolores
- Hora de salida: 23.00

- Lugar de salida: Iglesia de Nuestra Señora de los Dolores (Plaza de Amboage).

- Recorrido: Méndez Núñez, María, Arce, Magdalena, Rubalcava, plaza de Armas, Tierra, Real, Méndez Núñez y retirada.

- Pasos: Oración en el Huerto (2022), Jesús Cautivo (2008), Nazareno (1863), Cristo de la Misericordia (2000), Cristo Penitencial y Virgen de la Piedad (s. XVIII)

Esta procesión sale a la calle desde el año 1946, cuando fue creada por la Cofradía del Santísimo Cristo de la Misericordia. Hace uno de los mayores recorridos de todas las procesiones y es, con diferencia, en la que más cofrades participan: hasta un total de 1000 hombres y mujeres acompañan y portan los seis pasos, junto con otras tantas bandas de música. 
El Paso de la Oración en el Huerto está formado por un conjunto escultórico en el que están representados un ángel que muestra la cruz de la Pasión y un cáliz, junto a una imagen de Jesús orando. Fue elaborado en 2022 por Fernando Murciano Abad.
La imagen de Jesús Cautivo data del 2008, y es obra de Fernando Murciano Abad. Va sobre un hermoso trono plateado adquirido en la orfebrería de Orovio de la Torre, portado por el Tercio de Portadores de San Juan Evangelista.
La talla de Jesús Nazareno data de 1863 y es obra de Francisco Guerra Felipe. Puede adoptar la posición de "prendimiento" o de "cruz a cuestas". Durante años, salió de la primera de las formas, hasta la adquisición de la imagen de Jesús Cautivo. Es portado exclusivamente por mujeres (Portadoras de la Santísima Virgen de la Esperanza).
El Cristo de la Penitencia es un crucificado portado a hombros de cofrades pertenecientes al Tercio Penitencial.
El Santísimo Cristo de la Misericordia es una hermosa imagen de un crucificado, obra de Manuel Romero Benítez y datada en el año 2000. Representa a un crucificado vivo, con mirada hacia lo alto y de dulce expresión. Sustituye a la antigua talla, obra de Baldomero Baño (año 1868), que actualmente podemos contemplar, permanentemente, en la Iglesia de Dolores. El impresionante trono plateado sobre el que va el Cristo, data de mediados de la primera década del siglo XXI.
Cierra la procesión la imagen de María Santísima de la Piedad o del Mayor Dolor. La talla data del siglo XVIII y es de autor anónimo. Hasta la década de los años 20 del siglo XX, actuaba como Dolorosa, a partir del año 1948 sale en procesión bajo la advocación de Virgen de la Piedad. Cabe destacar el trono sobre el que procesiona, de madera y con apliques plateados, realizado en Cándido Hermida, va bajo palio con bordados en hilo dorado.

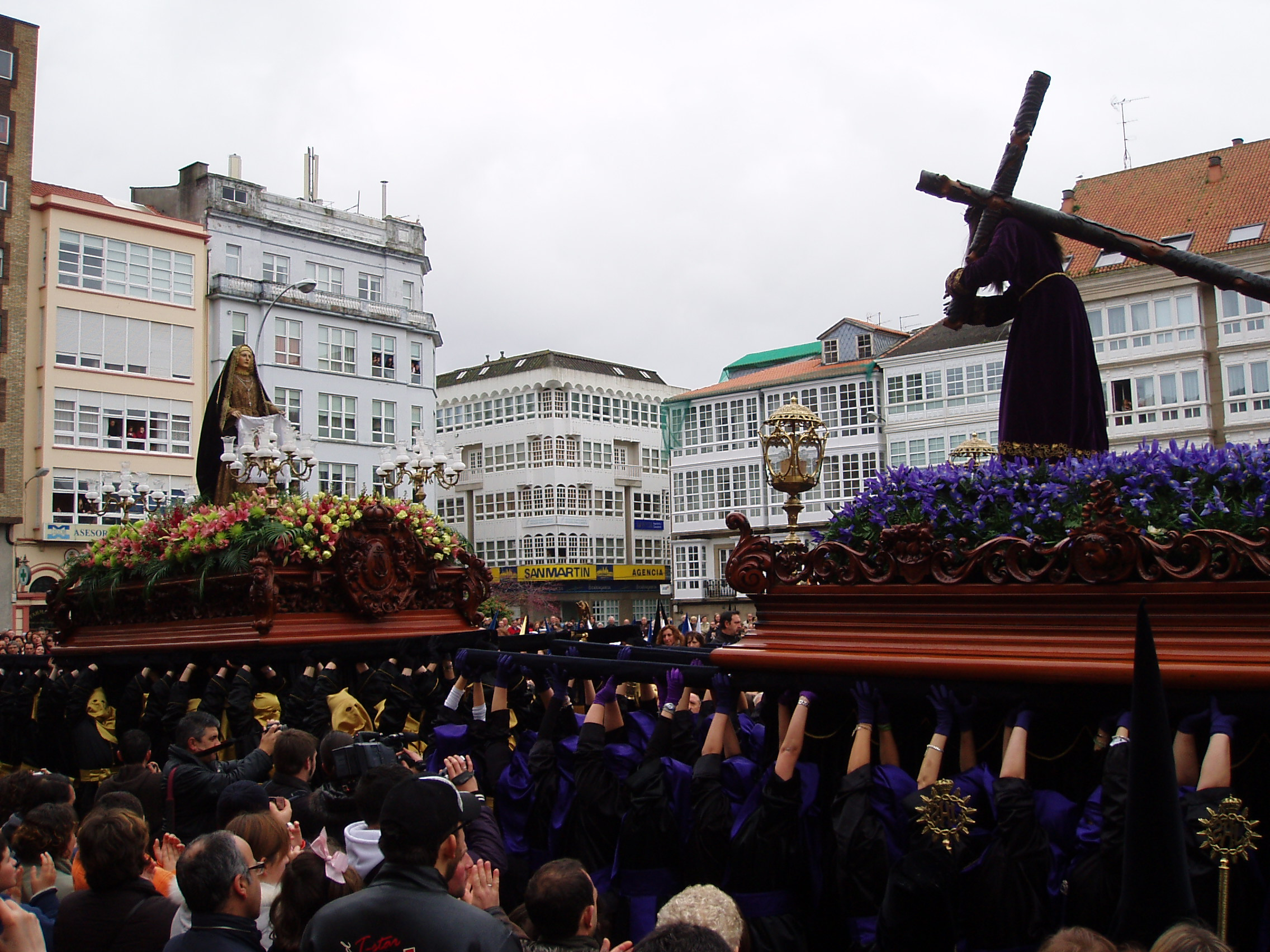
Santo Encuentro entre la Santa Mujer Verónica y Jesús Nazareno en la Plaza de Armas. Semana Santa de 2010

### VIERNES SANTO

#### Procesión del Santo Encuentro
Venerable, Real y Muy Ilustre Cofradía del Santísimo Cristo de la Misericordia y María Santísima de los Dolores
- Hora de salida: 11.30

- Lugar de salida: Iglesia de Nuestra Señora de los Dolores (Plaza de Amboage)

- Recorrido ida: A las 11:30 salida del paso del Nazareno por Méndez Núñez, Real, Sánchez Barcáiztegui, Magdalena, Rubalcava y Plaza de Armas. A las 11:45 salida de los pasos de San Juan, Verónica y Virgen de Dolores por Méndez Núñez, Real, Tierra y Plaza de Armas. A las 12:30 Santo Encuentro en la plaza de Armas. Retirada, al finalizar, por calle Tierra, Real y Méndez Núñez

- Pasos: Jesús Nazareno (1863), San Juan Evangelista (2022), Santa Mujer Verónica (s. XVIII)) y Santísima Virgen de los Dolores (s. XVIII).

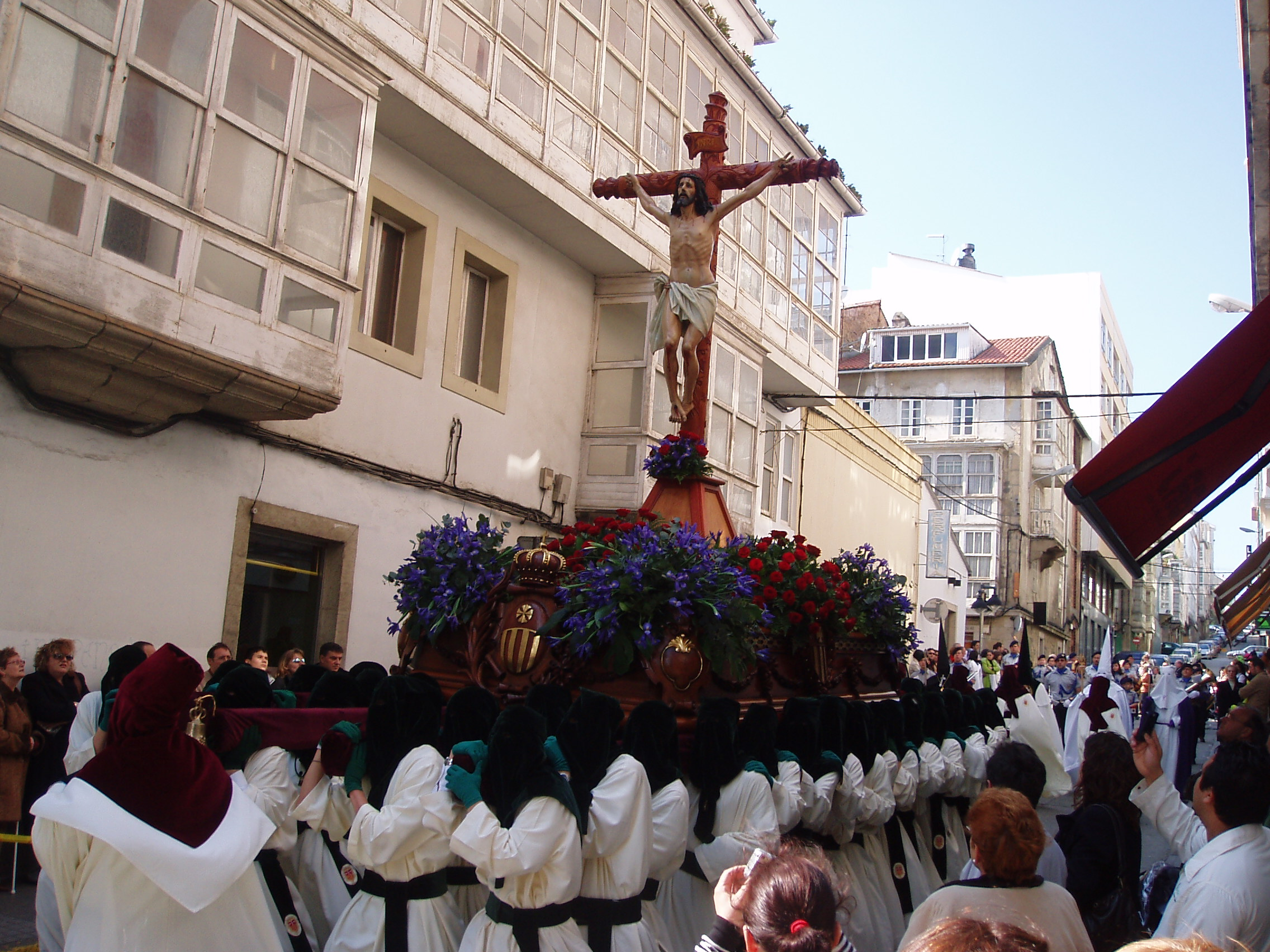
Procesión del Crucificado recorriendo las calles ferrolanas en la Semana Santa de 2007

#### Procesión del Crucificado
Cofradía de la Merced
- Hora de salida: 16.30

- Lugar de salida: Capilla de la Merced (Plaza de Amboage).

- Recorrido: capilla de la Merced, María, Méndez Núñez, Real, Méndez Núñez, María y retirada

- Pasos: Cristo Redentor (1927)

#### Procesión del Traslado
Venerable, Real y Muy Ilustre Cofradía del Santísimo Cristo de la Misericordia y María Santísima de los Dolores
- Hora de salida: 18.00

- Lugar de salida: Iglesia de Nuestra Señora de los Dolores (Plaza de Amboage).

- Recorrido: Méndez Núñez, Real, Sánchez Barcáiztegui, Iglesia y Concatedral de San Julián.

- Pasos: San Juan Evangelista (2022) y Santísima Virgen de los Dolores (s. XVIII).

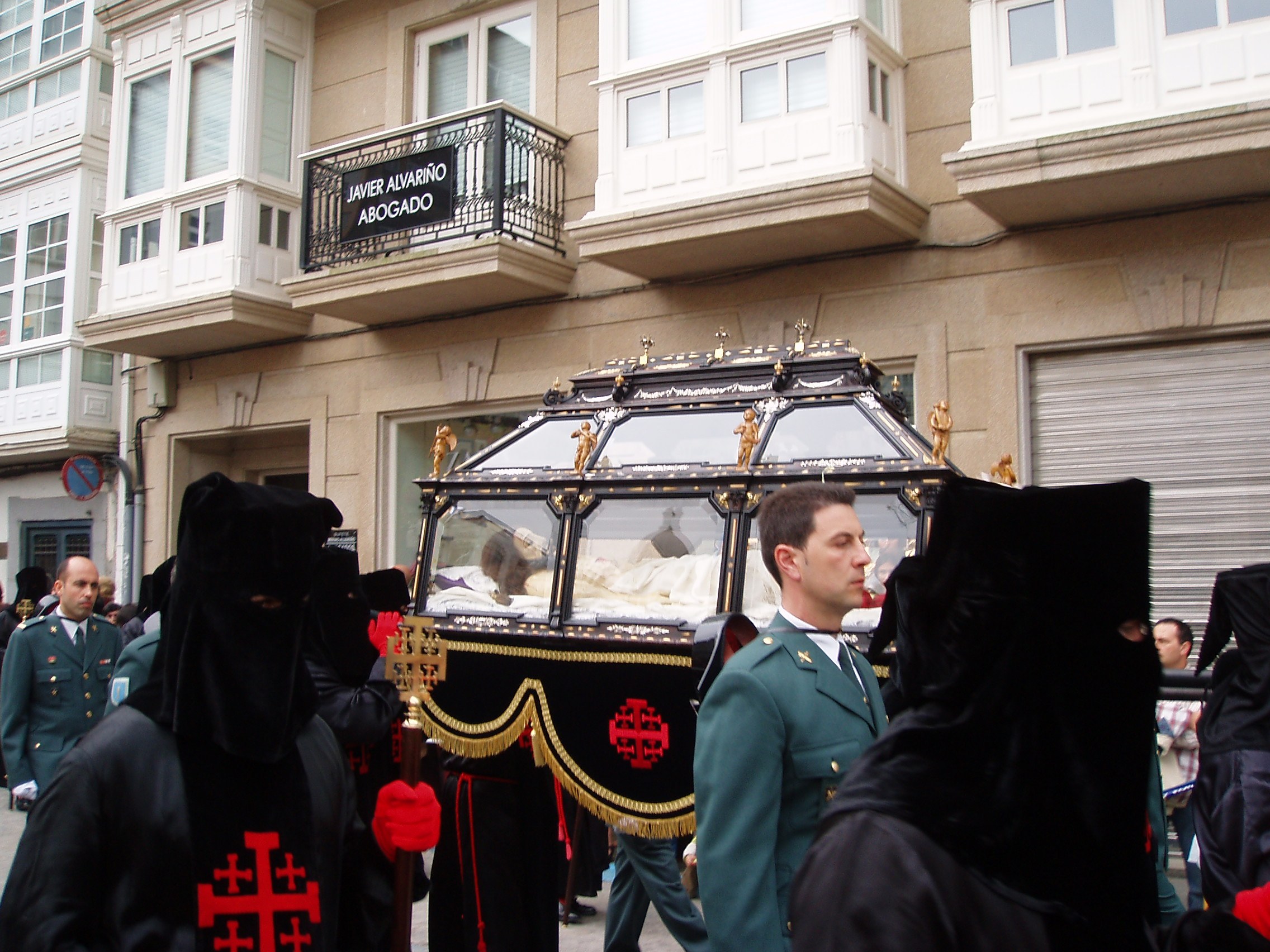
Santa Urna del Santo Entierro. Semana Santa Ferrolana de 2006

#### Procesión del Santo Entierro
Cofradía de Caballeros del Santo Entierro
- Hora de salida: 19.00

- Lugar de salida: Concatedral de San Julián.

- Recorrido: Concatedral, Iglesia, Sánchez Barcáiztegui, Magdalena, Rubalcava, Real, Arce, Magdalena, Sánchez Barcáiztegui, Iglesia y San Julián.

- Pasos: San Juan Evangelista (2022), Santa Urna del Santo Entierro con el Santísimo Cristo del Santo Entierro (ambos de 1891) y Santísima Virgen de los Dolores (s. XVIII).

#### Procesión de la Soledad
Cofradía de la Santísima Virgen de la Soledad
- Hora de salida: 21:00

- Lugar de salida: Capilla de la Venerable Orden Tercera de San Francisco.

- Recorrido: Capilla de la Orden Tercera de San Francisco, Glorieta de Alfredo Martín, Real, San Diego, Magdalena, Coruña, Real y capilla de la Orden Tercera.

- Pasos: Santa María Magdalena (1956) y Santísima Virgen de la Soledad (s. XVIII).

#### Procesión de "Os Caladiños"
Venerable, Real y Muy Ilustre Cofradía del Santísimo Cristo de la Misericordia y María Santísima de los Dolores
- Hora de salida: 23.30 (Acto Litúrgico en la Concatedral de San Julián a las 23.15)

- Lugar de salida: Concatedral de San Julián.

- Recorrido: Concatedral de San Julián, Sánchez Barcáiztegui, Magdalena, Tierra, Real, Méndez Núñez, Plaza de Amboage y retirada en la Iglesia de Nuestra Señora de los Dolores.

- Pasos: San Juan Evangelista (2022) y Santísima Virgen de los Dolores (s. XVIII)

### SÁBADO SANTO

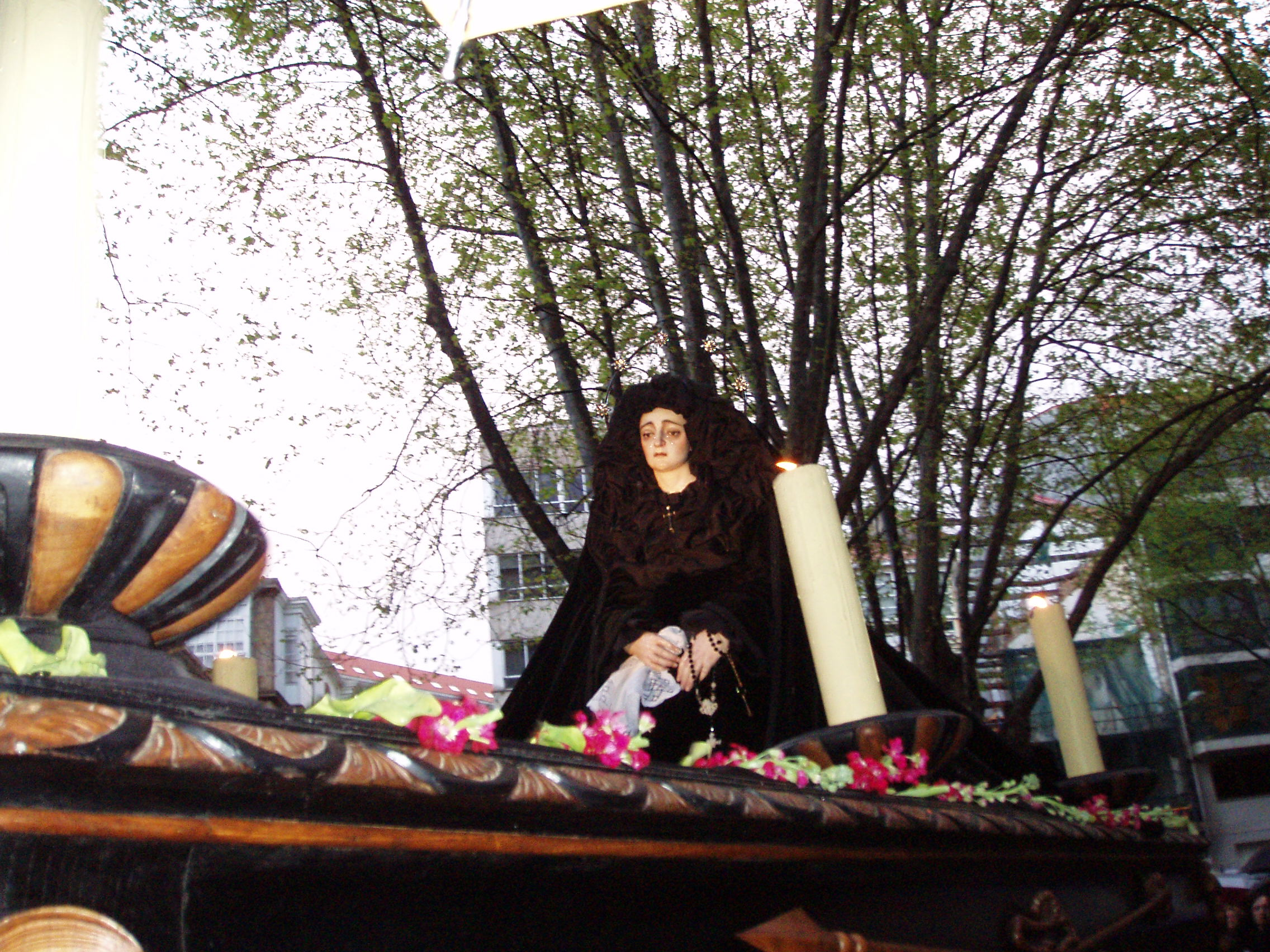
La Virgen de la Caridad y el Silencio procesionando el Sábado Santo de 2008

#### Procesión de la Caridad y el Silencio
Pontificia, Real e Ilustre Cofradía de Nuestra Señora de las Angustias
- Hora de salida: 20.00 (Desde las 09.00, recogida de limosna para el Refugio del Santo Hospital de Caridad a cambio de una flor de los tronos que procesionaron en Semana Santa).

- Lugar de salida: Santuario de Nuestra Señora de las Angustias (Plaza de las Angustias).

- Recorrido: Santuario, paseo de Pablo Iglesias, Carmen, Real, Sánchez Barcáiztegui, Magdalena, Carmen, paseo de Pablo Iglesias y retirada en el Santuario

- Pasos: Cruz Sudario (s. XVIII) y Virgen de la Caridad y el Silencio (s. XVIII)

### DOMINGO DE RESURRECCIÓN

#### Procesión de La Resurrección

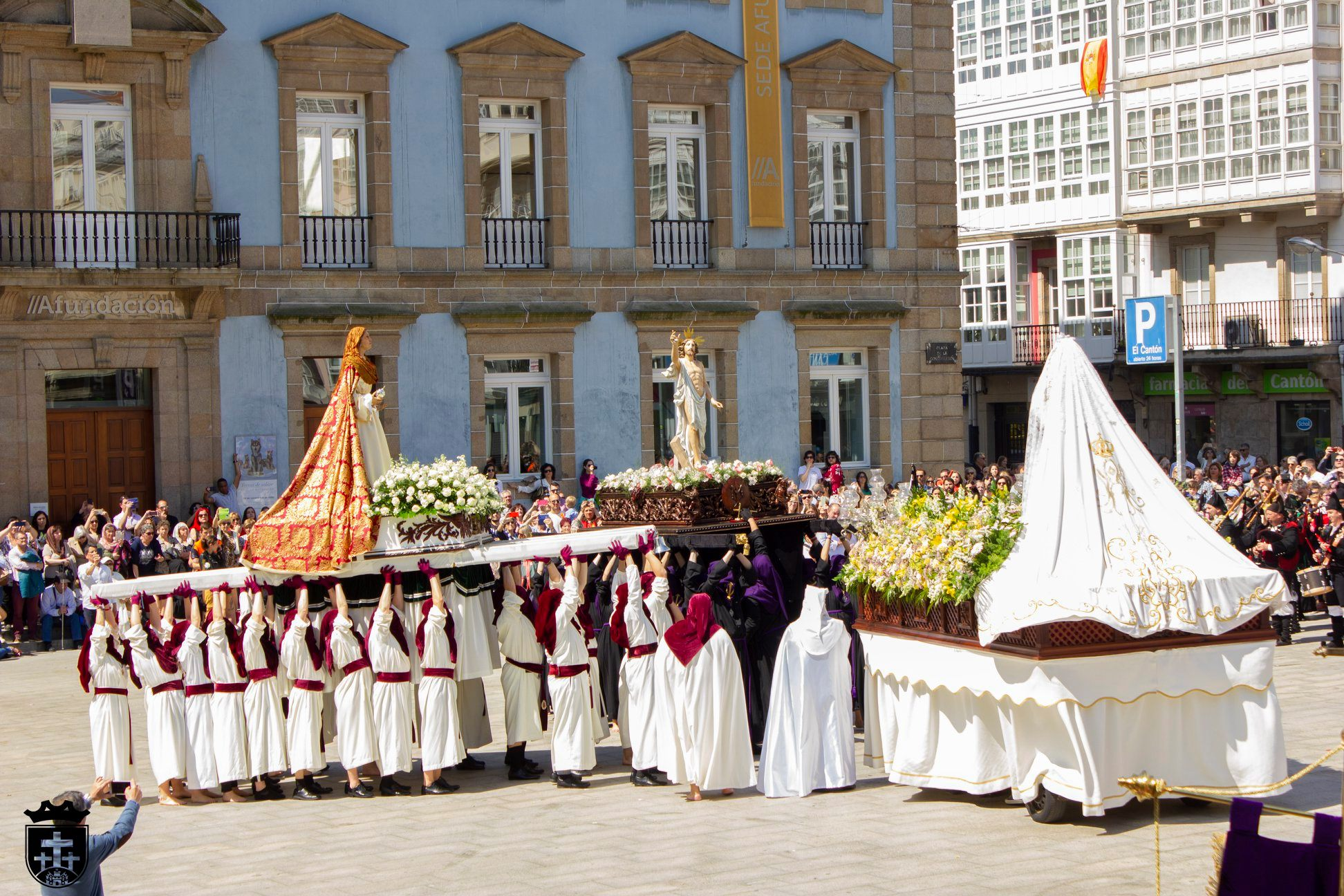
Procesión de la Resurrección en la Semana Santa 2019

Cofradía de la Soledad, Cofradía de la Merced y Cofradía de las Angustias
- Hora de salida: La Cofradía de la Merced sale de Amboage con el paso de María Magdalena (12:00) y se dirige a Armas por las calles Arce, Real y Tierra. La Cofradía de la Soledad sale de la Concatedral (a las 12:15) con Jesús Resucitado y se dirige a Armas por las calles Coruña, Magdalena y Tierra. La Cofradía de las Angustias lo hace desde su santuario con al Virgen de la Luz (a las 12:00) por el paseo de Pablo Iglesias, Carmen, Real y Rubalcava. Todos estos desfiles confluyen en Armas donde tiene lugar a las 13:30 el "Gozoso Encuentro". La procesión de la Resurrección comenzará a las 13:45 aproximadamente.
- Lugar de salida: Plaza de Armas
- Recorrido: plaza de Armas, Tierra, Real, glorieta de Alfredo Martín y capilla de la Orden Tercera. La Cofradía de las Angustias realiza solo parte de este recorrido, retirándose por la calle Coruña.
- Pasos: Santa María Magdalena (2016), Jesús Resucitado (2004) y María Santísima de la Luz (s. XIX)